# C-pop
C-pop is een afkorting van Chinese popmuziek en is de benaming voor populaire muziek afkomstig uit China, met name Hongkong, en uit Taiwan. De nummers vallen muzikaal binnen uiteenlopende muziekgenres: sommige zijn r&b, andere meer rock. Er wordt zowel in het Standaardmandarijn (Mandopop), Standaardkantonees (Cantopop) en Taiwanees gezongen.
Ye Shanghai was een van de eerste liedjes in de C-pop.
Een bekende C-popzangeres uit Taiwan is Jolin Cài. Een andere zangeres, Alan Dawa Dolma, begon haar carrière met C-pop en bracht later albums uit in de J-pop.